# Fritz Helmuth Ehmcke

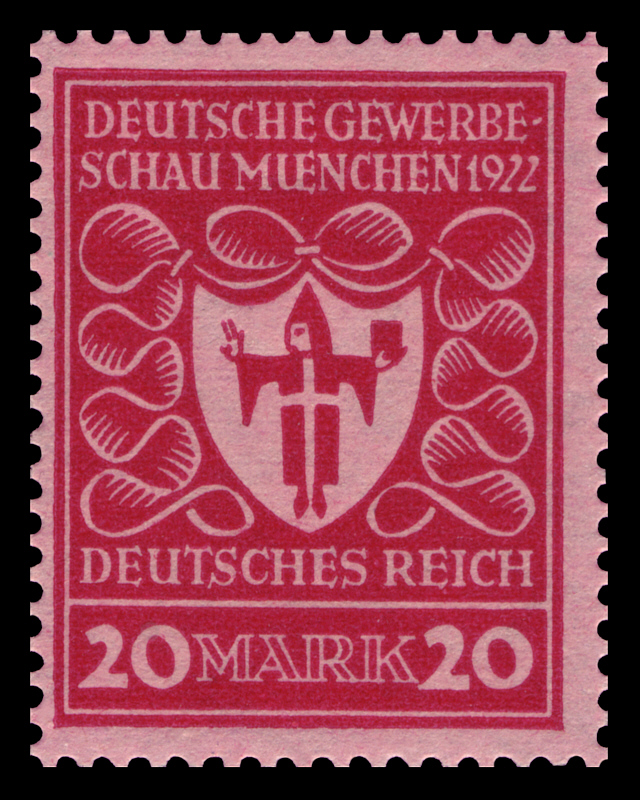
Timbre pour le salon (1922) avec les armoiries de Munich dessiné par Fritz Helmuth Ehmcke

Fritz Helmuth Ehmcke (né le 16 octobre 1878 à Hohensalza et mort le 3 février 1965 à Widdersberg) est un graphiste allemand, dessinateur de caractères, illustrateur et concepteur de livres ; occasionnellement, il est également mentionné comme architecte (autodidacte) de quelques bâtiments achevés.

## Biographie
Fritz Helmuth Ehmcke effectue un apprentissage de lithographe à Berlin de 1893 à 1897 et exerce ensuite pratiquement son métier. De 1899 à 1901, il étudie à l'Institut d'enseignement du musée des Arts décoratifs de Berlin. Avec Georg Belwe (de), qu'il connait depuis leur apprentissage commun à l'institut de chromolithographie Wolf Hagelberg (de), et le dessinateur de formation Friedrich Wilhelm Kleukens (de), il fonde le 16 octobre 1900 l'atelier Steglitz (de). En 1900, il est le gagnant d'un concours de Ludwig Stollwerck (de) pour les dessins d'un album Stollwerck. Les autres gagnants sont Ernst Neumann de Munich, Adolf Höfer (de) et Walter Püttner (de) de Munich, Maximilian Liebenwein (de) de Burghausen et Karl Hölle de Hambourg. Les juges sont les professeurs Emil Doepler, Woldemar Friedrich, Bruno Schmitz et Franz Skarbina de Berlin et associé de la société Stollwerck.
À partir de 1903, il enseigne à l'École des arts appliqués de Düsseldorf (de) et, en 1907, il est cofondateur du Deutscher Werkbund. De 1913 à 1938, il vit à Munich et y travaille à l'École des arts appliqués. Heinrich Altherr le convainc de 1920 à 1921 de prendre en charge la direction du département graphique de l'école de commerce de Zurich. Il y rencontre également son élève de l'époque, Pierre Gauchat. Le contact avec lui se transforme en une amitié pour la vie. De 1924 à 1925, il dirige la Fédération des artistes commerciaux allemands (de). Entre 1913 et 1934, il dirige sa propre entreprise d'art du livre à Munich, la Rupprecht Presse.
Ehmcke est responsable du concept global de l'exposition Sonderbund de 1912, qui va du logo à la conception des salles d'exposition en passant par le catalogue et les bannières publicitaires. Il laisse les murs blancs avec de fines lignes de démarcation noires. Il s'agit du concept d'exposition le plus cohérent de ce type à ce jour, même s'il existe déjà des précurseurs.
De 1946 à 1948, il enseigne comme professeur à l'Académie des beaux-arts de Munich. Il travaillea également avec la maison d'édition Walther CF Hirth et plus tard avec la maison d'édition CH Beck. Ces travaux donnent lieu à 57 estampes non illustrées, dont la typographie est largement coordonnée avec le contenu.
Sa préoccupation pour la conception de caractères devient le sujet central de son travail pratique et théorique. À partir de 1907, il crée des polices de caractères Antiqua et Fraktur pour diverses fonderies de caractères. Les Ehmcke-Antiqua et Ehmcke-Italic, apparues en 1909/1910, sont probablement les seules polices avec un s long majuscule. Elles ont également des formes majuscules pour ß, ch et ck, et sont disponibles aujourd'hui pour les ordinateurs sous le nom de Carlton. Avec Rudolf Koch et le "Groupe Offenbacher" de l'École technique d'Offenbach (de), Ehmcke réussit à faire inclure l'enseignement écrit dans le programme de formation des écoles générales. Les cours d'écriture méthodique pour l'écriture ornementale et décorative deviennent obligatoires dans les écoles d'arts et métiers. En 1963, Ehmcke reçoit le prix Gutenberg de la ville de Leipzig.
Le premier mariage d'Ehmcke est avec la peintre, artiste commerciale et artiste textile Clara Möller-Coburg (1869-1918). Le mariage donne naissance à deux enfants. Sa fille Susanne Ehmcke est une illustratrice et auteure de livres pour enfants bien connue. En 1921, il se marie avec Hertha Kuscha (née Arendt) (1880–1923) et en 1924 en troisième mariage Margarethe Minte (1891–1982).
Il meurt en 1965 à l'âge de 86 ans et est inhumé dans la tombe familiale du cimetière de Widdersberg.

## Œuvres

### Polices conçues par Ehmcke
- Ehmcke Antiqua (1908 Flinsch)
- Ehmcke Kursiv (1910 Flinsch)
- Ehmcke Fraktur (1912 D. Stempel AG)
- Ehmcke Rustika (1914 D. Stempel AG)
- Ehmcke Schwabacher (1914 D. Stempel AG)
- Ehmcke Schwabacher halbfett (1915 D. Stempel AG)
- Ehmcke Fraktur halbfett (1917 D. Stempel AG)
- Ehmcke Mediaeval (1922 D. Stempel AG)
- Ehmcke Mediaeval kursiv (1923 D. Stempel AG)
- Ehmcke Mediaeval halbfett (1924 D. Stempel AG)
- Ehmcke Latein (1925 Ludwig & Mayer (de))
- Ehmcke-Latein halbfett (1925 Ludwig & Mayer)
- Ehmcke Brotschrift (1927 Rupprecht Presse)
- Ehmcke Elzevir (1927 L. Wagner)
- Ehmcke Elzevir kräftig (1930 L. Wagner)

### éditions
- Amtliche Graphik. Hugo Bruckmann, München 1918. (Flugschriften des Münchener Bundes H. 4.)
- Ehmcke-Kursiv (= Type und Ornament Heft XXXIX), Schriftgiesserei Flinsch, Frankfurt 1910, 47 S.
- Ziele des Schriftunterrichts. Ein Beitrag zur modernen Schriftbewegung. Diederichs, Jena 1911, 2. erw. Aufl. 1929.
- Ehmcke-Mediaeval und Mediaeval-Kursiv. Berlin 1925.
- Die historische Entwicklung der abendlaendischen Schriftformen. Otto Maier, Ravensburg 1927.
- Persönliches und Sachliches. Gesammelte Aufsätze und Arbeiten aus 25 Jahren. Reckendorf, Berlin 1928.
- Kulturpolitik. Ein Bekenntnis und Programm zum Wiederaufbau deutscher Lebensform. Schauer, Frankfurt am Main 1947.
- Broschur und Schutzumschlag am deutschen Buch der neueren Zeit. Mainz 1951. (Kleiner Druck d. Gutenberg-Ges. 47.)
- Geordnetes und Gültiges. Gesammelte Aufsätze und Arbeiten aus den letzten 25 Jahren. Beck, München 1955.
- Die Rupprecht-Presse zu München (57 Drucke in 250 Exemplaren; eine Sammlung aller 57 Drucke der Presse, darunter die vollständige Reihe des Pressengründers F. H. Ehmcke im Originalzustand in den Buntpapier-Pappbänden ... sowie in Meistereinbänden von Eva Aschoff, Otto Dorfner, Joh. Gerbers, Otto Pfaff, W. Schlemmer, Ignatz Wiemeler u. a. Mit e. Aufsatz von F. H. Ehmcke Meine Schrifttypen und e. Anhang mit Typentafeln der in der Rupprecht-Presse verwendeten Schriften). Antiquariat Bibermühle AG Heribert Tenschert, Ramsen/Schweiz; Antiquariat Heribert Tenschert, Rotthalmünster 2001.
- Der Sonderbund, Auszug aus F. H. Ehmckes Lebenserinnerungen I, 1909-1911, in: Neusser Jahrbuch für Kunst, Kulturgeschichte und Heimatkunde 1985, S. 5–25.
- Der Sonderbund, Auszug aus F. H. Ehmckes Lebenserinnerungen II, 1911-1912, in: Neusser Jahrbuch für Kunst, Kulturgeschichte und Heimatkunde 1986, S. 5–25.

### bâtiments et conceptions
- 1904-1906 : Hôtel particulier sur le domaine de Neumühle près d'Alt-Ruppin
- 1910: Salles d'exposition pour les arts et métiers à l'exposition Sonderbund à Düsseldorf
- 1912 : Ensemble d'habitations Kaiser-Friedrich-Strasse 22/24/26 à Neuss (monument classé)
- 1912 : Maison individuelle à Neuss
- 1912 : Maison de l'écrivain Herbert Eulenberg à Kaiserswerth, Burgallee 4
- vers 1914 : Conception d'un bâtiment administratif et de cantine pour l'usine de cuir Hesselberger à Munich -Biederstein
- 1922–1924 : Maison Ehmcke à Widdersberg, Kirchplatz 1 (avec l'architecte munichois Sigismund Göschel ; sous la protection des monuments)
- 1928 : Salles d'exposition de la Pressa (de) à Cologne[7]